# Baptiste Planckaert
Pour les articles homonymes, voir Planckaert.
Baptiste Planckaert, né le 28 septembre 1988 à Courtrai, est un coureur cycliste belge, professionnel depuis 2010. Il a notamment remporté le classement individuel de l'UCI Europe Tour 2016.

## Biographie

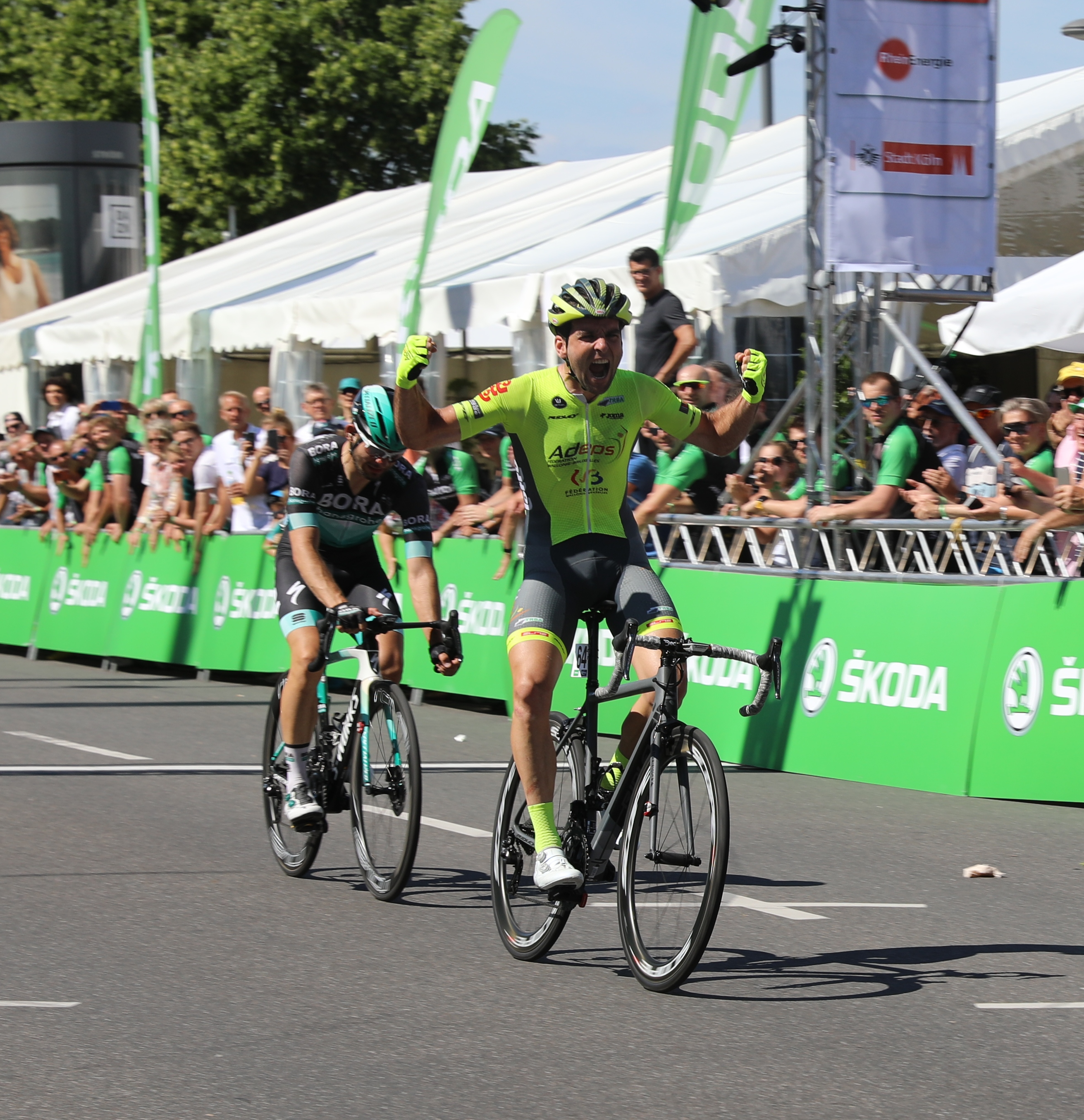
Planckaert vainqueur du Tour de Cologne 2019.

Baptiste Planckaert est le petit-fils de Willy Truye, cycliste professionnel de 1955 à 1962. Son frère Emiel, est également coureur. Il n'a par contre aucun lien de parenté avec Willy, Walter et Eddy Planckaert.
Baptiste Planckaert débute chez les professionnels en 2010 au sein de la formation Landbouwkrediet. Il obtient plusieurs place honorifiques pendant les trois années où il court pour cette équipe. Il est notamment deuxième du Circuit du Pays de Waes et troisième de la Flèche flamande pour sa première saison. Il se classe aussi troisième du Grand Prix du 1er mai - Prix d'honneur Vic De Bruyne et  du Grand Prix Jean-Pierre Monséré en 2012.
En 2013, il est membre de Crelan-Euphony. Il se classe second du Championnat des Flandres  et troisième de la Coupe Sels. La disparition de sa formation en fin d'année le pousse à signer un contrat avec les Français de Roubaix Lille Métropole pour la saison suivante.
Pour sa première course sous ses nouvelles couleurs, il termine second du Grand Prix d'ouverture La Marseillaise le 2 février 2014 et s'empare provisoirement de la tête de la Coupe de France de cyclisme sur route. Durant l'année 2014, il obtient aussi plusieurs places honorifiques lors de courses disputées en France et en Belgique (dont la seconde place de la Ronde pévéloise).
En 2015, il gagne la Course des chats, le classement par points du Circuit des Ardennes international, où il termine deux fois deuxième d'étape, et se classe troisième de Cholet-Pays de Loire au premier semestre. Début septembre, il remporte le GP Gemeente Kortemark et termine 4e du Grand Prix des Fourmies. En fin de saison il signe un contrat avec l'équipe continentale belge Wallonie Bruxelles-Group Protect.
Au premier semestre de la saison 2016 il se classe troisième du Grand Prix d'ouverture La Marseillaise puis second de Paris-Troyes et de Cholet-Pays de Loire avant de gagner la  cinquième étape et le classement général du Tour de Normandie. Durant l'été il s'adjuge la Polynormande au sprint devant Ryan Anderson et Julien Duval. Cette victoire fait de la coupe de France son nouveau but à atteindre pour la fin de saison. Il échoue cependant dans la réalisation de cet objectif devancé par Samuel Dumoulin. Néanmoins, ses nombreuses places d'honneur tout au long de la saison, lui permettent de gagner le classement individuel de l'UCI Europe Tour.
Ses bonnes performances lui permettent de signer un contrat de deux ans avec la formation suisse Katusha-Alpecin en fin d'année . Ses deux saisons chez Katusha ne lui permettent pas de gagner de course, mais il participe au Tour d'Italie 2018, son premier grand tour, où il se classe à deux reprises quatrième d'une étape.
En 2019, il fait son retour avec l'équipe Wallonie Bruxelles. Après plusieurs podiums, il renoue avec le succès en juin lors du Tour de Cologne.
Au mois d'aout 2020, il se classe dix-septième de la Brussels Cycling Classic.
Il quitte la formation Intermarché-Wanty à la fin de la saison 2024.

## Palmarès

### Palmarès sur route
- 2004
  - Circuit Het Volk débutants
- 2006

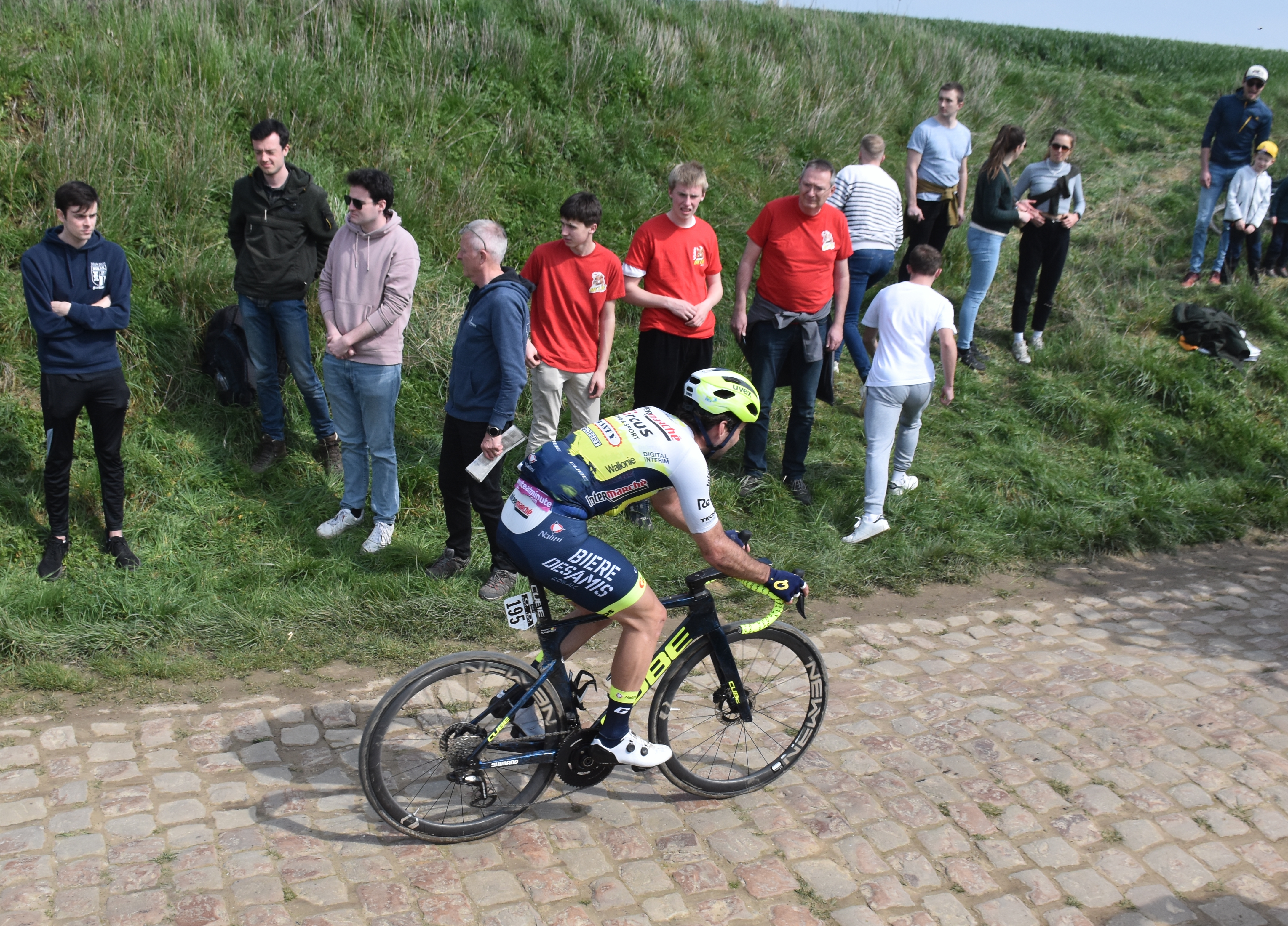
Paris-Roubaix 2023 - Secteur pavé de Quiévy à Saint-Python - N° 195 Baptiste Planckaert.

  - 2e de la Flèche du Brabant flamand
- 2009
  - 3e étape du Triptyque des Monts et Châteaux
  - 2e de la Course des chats
  - 3e de Bruxelles-Opwijk
- 2010
  - 2e du Circuit du Pays de Waes
  - 3e de la Flèche flamande
- 2011
  - Grand Prix Marcel Kint
- 2012
  - 3e du Grand Prix du 1er mai - Prix d'honneur Vic De Bruyne
  - 3e du Grand Prix Jean-Pierre Monseré
- 2013
  - Grand Prix Raf Jonckheere
  - 2e du Championnat des Flandres
  - 3e du Grand Prix Jean-Pierre Monseré
  - 3e de la Coupe Sels
  - 3e du Grand Prix Marcel Kint
- 2014
  - 2e du Grand Prix d'ouverture La Marseillaise
  - 2e de la Ronde pévéloise
- 2015
  - Course des chats
  - GP Gemeente Kortemark
  - Grand Prix Marcel Kint
  - 3e de Cholet-Pays de Loire
- 2016
  - UCI Europe Tour
  - Tour de Normandie :
    - Classement général
    - 5e étape

  - Tour du Finistère
  - Polynormande
  - 3e étape du Czech Cycling Tour
  - 2e de Paris-Troyes
  - 2e de Cholet-Pays de Loire
  - 2e du Circuit des Ardennes international
  - 2e du Tour du Doubs
  - 2e de la Coupe de France de cyclisme
  - 3e du Grand Prix d'ouverture La Marseillaise
  - 3e du Grand Prix d'Isbergues
- 2019
  - Tour de Cologne
  - Vainqueur de la Coupe de Belgique
  - 2e du Tro Bro Leon
  - 2e du Circuit de Wallonie
  - 2e de la Famenne Ardenne Classic
  - 3e du Tour du Finistère
  - 6e de Eschborn-Francfort
- 2020
  - 3e de l'Antwerp Port Epic
- 2021
  - 3e du Tro Bro Leon

Podiums
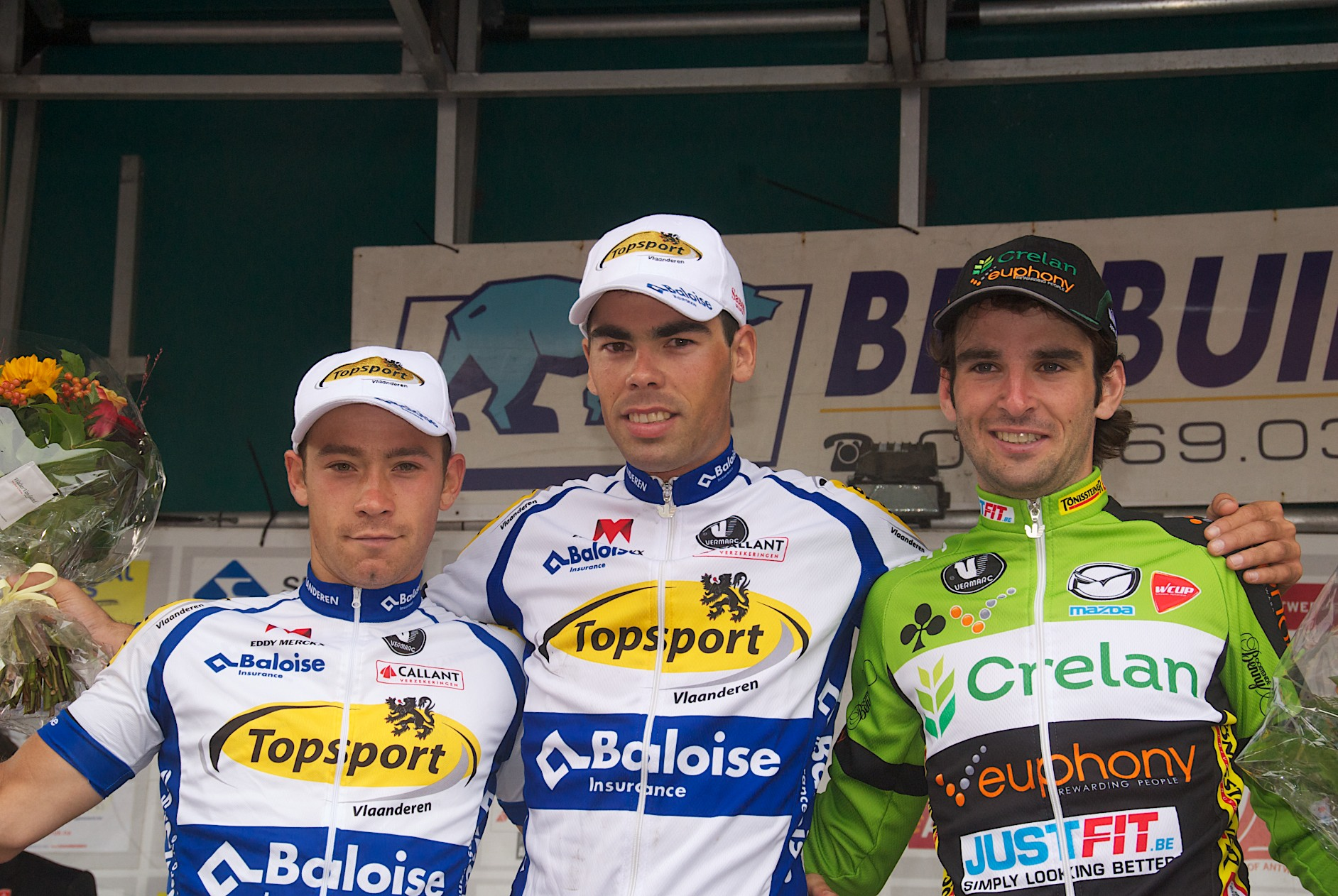
Podium de l'édition 2013 de la Coupe Sels : Michael Van Staeyen (2e), Pieter Jacobs (1er) et Baptiste Planckaert (3e).
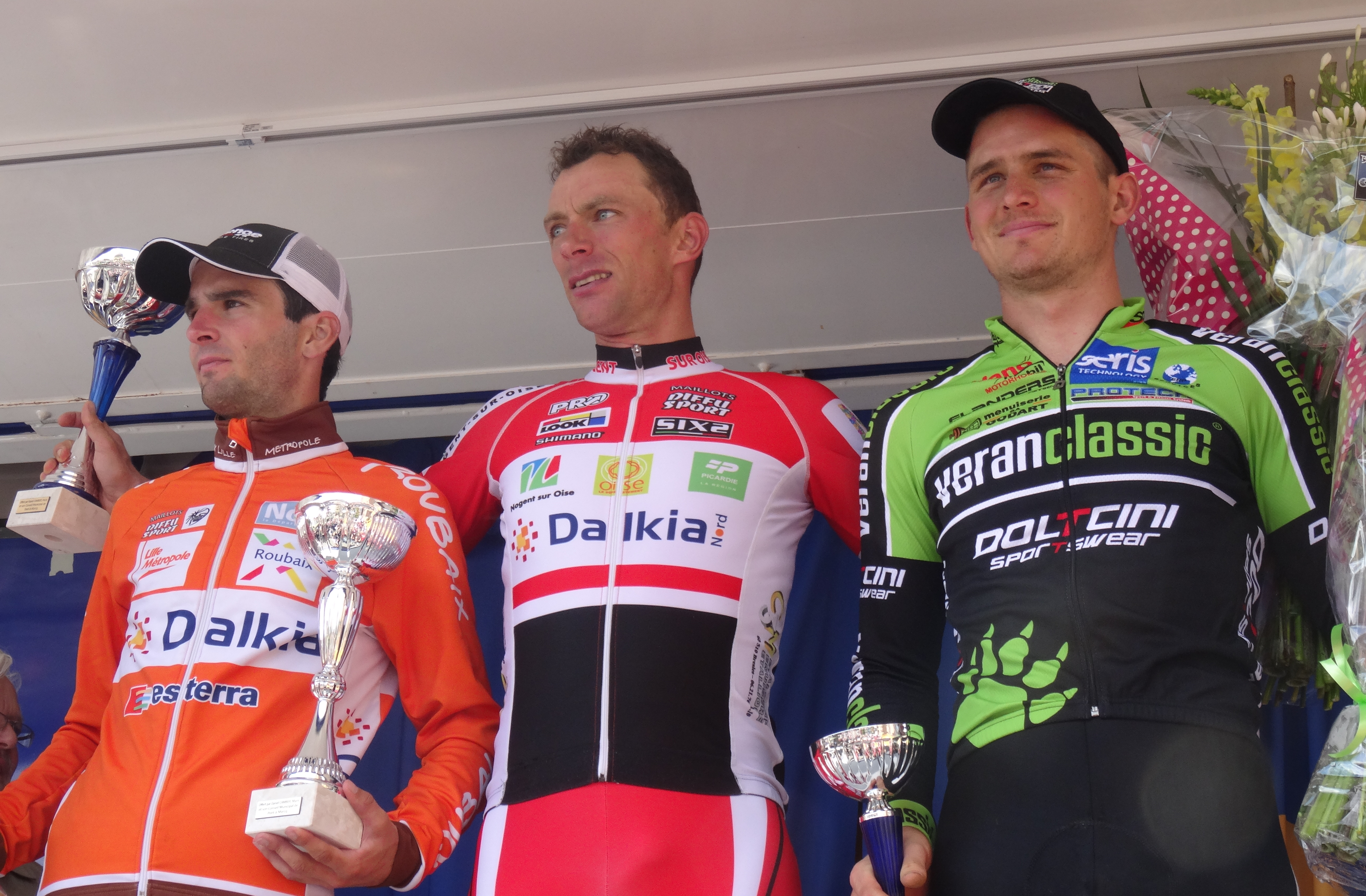
Podium de l'édition 2014 de la Ronde pévéloise : Baptiste Planckaert (2e), Benoît Daeninck (1er) et Cameron Karwowski (3e).
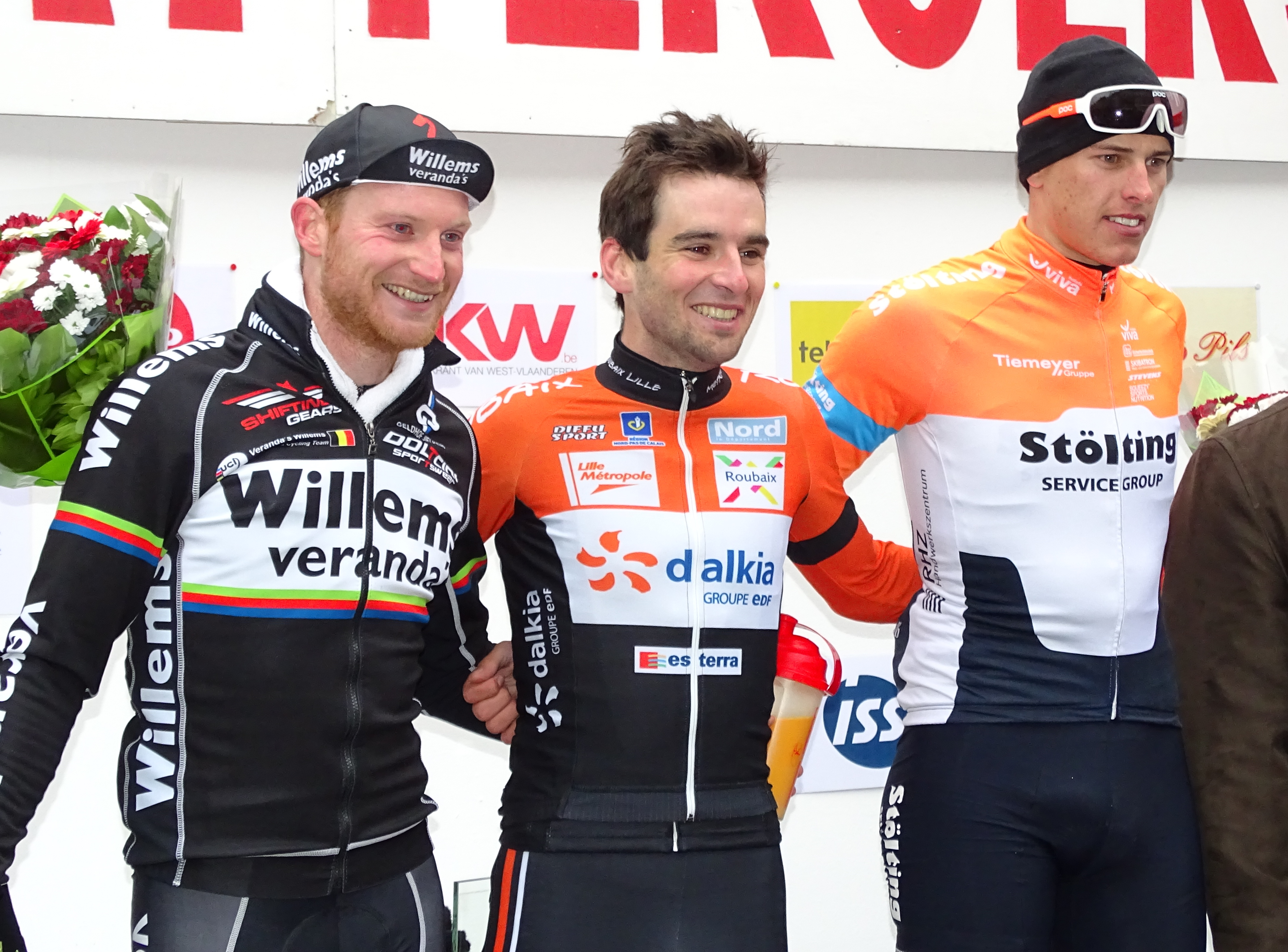
Podium de l'édition 2015 de la Course des chats : Joeri Calleeuw (2e), Baptiste Planckaert (1er) et Nils Politt (3e).

### Résultats sur les grands tours

#### Tour d'Italie
1 participation
- 2018 : 116e

### Classements mondiaux
| Année                                 | 2009 | 2010 | 2011 | 2012 | 2013 | 2014 | 2015 | 2016 | 2017 | 2018 | 2019 | 2020 | 2021 | 2022 | 2023 | 2024  |
| ------------------------------------- | ---- | ---- | ---- | ---- | ---- | ---- | ---- | ---- | ---- | ---- | ---- | ---- | ---- | ---- | ---- | ----- |
| UCI World Tour                        |      |      |      |      |      |      |      | nc   | 256e | 276e |      |      |      |      |      |       |
| Classement mondial                    |      |      |      |      |      |      |      | 22e  | 174e | 327e | 61e  | 360e | 167e | 450e | nc   | 2188e |
| UCI Europe Tour                       | 633e | 169e | 935e | 220e | 68e  | 38e  | 12e  | 1er  | 81e  | 209e | 49e  | 295e | 144e | 357e | nc   | nc    |
| UCI Asia Tour                         | nc   | nc   | 258e | nc   | 222e | nc   | nc   | nc   | nc   | nc   |      |      |      |      |      |       |
|                                       |      |      |      |      |      |      |      |      |      |      |      |      |      |      |      |       |
| Légende : nc = non classéSource : UCI |      |      |      |      |      |      |      |      |      |      |      |      |      |      |      |       |